# Lepidotrigla modesta
Lepidotrigla modesta és una espècie de peix pertanyent a la família dels tríglids.

## Descripció
- Fa 22 cm de llargària màxima.
- Nombre de vèrtebres: 31.[4][5]

## Hàbitat
És un peix marí, demersal i de clima temperat (25°S-43°S) que viu entre 10-300 m de fondària.

## Distribució geogràfica
Es troba a l'Índic oriental: des d'Austràlia Occidental fins a Nova Gal·les del Sud i Tasmània.

## Observacions
És inofensiu per als humans.